# Iașciîkove
Iașciîkove (în ucraineană Ящикове) este o așezare de tip urban din raionul Perevalsk, regiunea Luhansk, Ucraina. În afara localității principale, nu cuprinde și alte sate.

## Demografie
Componența lingvistică a așezării de tip urban Iașciîkove
     Rusă (58,91%)
     Ucraineană (40,51%)
     Alte limbi (0,41%)
Conform recensământului din 2001, majoritatea populației așezării de tip urban Iașciîkove era vorbitoare de rusă (58,91%), existând în minoritate și vorbitori de ucraineană (40,51%).